# 尼登多夫
尼登多夫是奥地利蒂罗尔州库夫施泰因县的一个市镇。总面积7.2平方公里，总人口2534人，人口密度351.9人/平方公里（2005年）。